# 노평래
노평래(1979년 5월 20일 ~ )은 대한민국의 희극 배우이다.

## 학력
- 한밭대학교 금속공학과(휴학)

## 출연작

### 방송
- 개그야 (MBC)
  - 〈라이벌 뉴스〉
  - 〈부동산 양여사〉
  - 〈신종토크 곰~팡이〉
  - 〈행복한 수의사〉
- 하땅사 (MBC)
  - 〈연아를 향하여〉
  - 〈그러니께〉